# زنگ (منطقه)

نقشه تانزانیا و زنگبار

زنگ یا زنج در منابع اسلامی، نامی است که جغرافی‌دانان مسلمان به بخش خاصی از جنوب شرق آفریقا اطلاق می‌کردند. مردم بومی بانتوتبار این منطقه نیز زنگی نامیده می‌شدند. این واژه ریشه واژگان زنگبار («ساحل زنگ») و دریای زنگ است.
واژه لاتین‌شده زینگیوم (Zingium) نام باستانی مناطق ساحلی کنیا و تانزانیای امروزی در جنوب شرق آفریقا است. معماری سکونتگاه‌های تجاری این منطقه امروزه یک موضوع مطالعه در برنامه‌ریزی شهری است. سکونتگاه‌های ساحلی زنگ تا سده‌ها منبع عاج، طلا و برده در کرانه‌های اقیانوس هند بودند.

## پیشینه
جغرافی دانان از لحاظ تاریخی سواحل شرقی آفریقا را به‌طور کلی به چندین منطقه بر اساس ساکنان مربوطه هر منطقه تقسیم کردند. منابع عربی و چینی، منطقه عمومی را که در جنوب مصر، حبشه و بربره (سومالی) قرار داشت را زنگ ذکر کرده‌اند.

## موقعیت
زنج در مجاورت جنوب شرقی آفریقا قرار داشت و مردمانی بانتو زبان به نام زنگ در آن ساکن بودند. منطقه اصلی زنگ از قلمرو جنوب راس کامبونی کنونی (جنوبی‌ترین منطقه سومالی) تا جزیره پمبا در تانزانیا امتداد داشت. در جنوب پمبا، سفاله در موزامبیک کنونی قرار داشت که مرز شمالی آن احتمالاً پانگانی بوده‌است. فراتر از سفاله قلمرو مبهم واق‌واق نیز در موزامبیک بود. مسعودی، تاریخ‌نگار و جغرافی‌دان عرب سده دهم، سفاله را دورترین حد منطقه زنگ توصیف می‌کند و لقب پادشاه آن را مفالمه ذکر می‌کند که واژه‌ای بانتو است.

## در ادبیات فارسی
واژه زنگ و مشتقات آن در ادبیات فارسی کاربرد فراوان دارد. ضرب‌المثل «یا زنگی زنگ، یا رومی روم» اشاره به پرهیز از دورویی از ضرب‌المثل‌های پرکاربرد فارسی است. نظامی نیز می‌گوید:
| جهان را نیست کاری جز زرنگی |  | گهی رومی نماید گاه زنگی |

فردوسی نیز در شاهنامه اینچنین به زنگ اشاره کرده:
| چو اندر هوا شب علم برگشاد |  | شد آن روی رومیش زنگی نژاد |

سعدی نیز در بوستان اینچنین می‌گوید:
| به کوشش نه روید گل از شاخ بید |  | نه زنگی به گرمابه گردد سپید |

مولانا نیز در دیوان شمس بیان کرده:
| که بی این دو عالم ندارد نظام |  | اگر روم خوبست بی‌زنگ نیست |